# Lac d'Ekoadjom

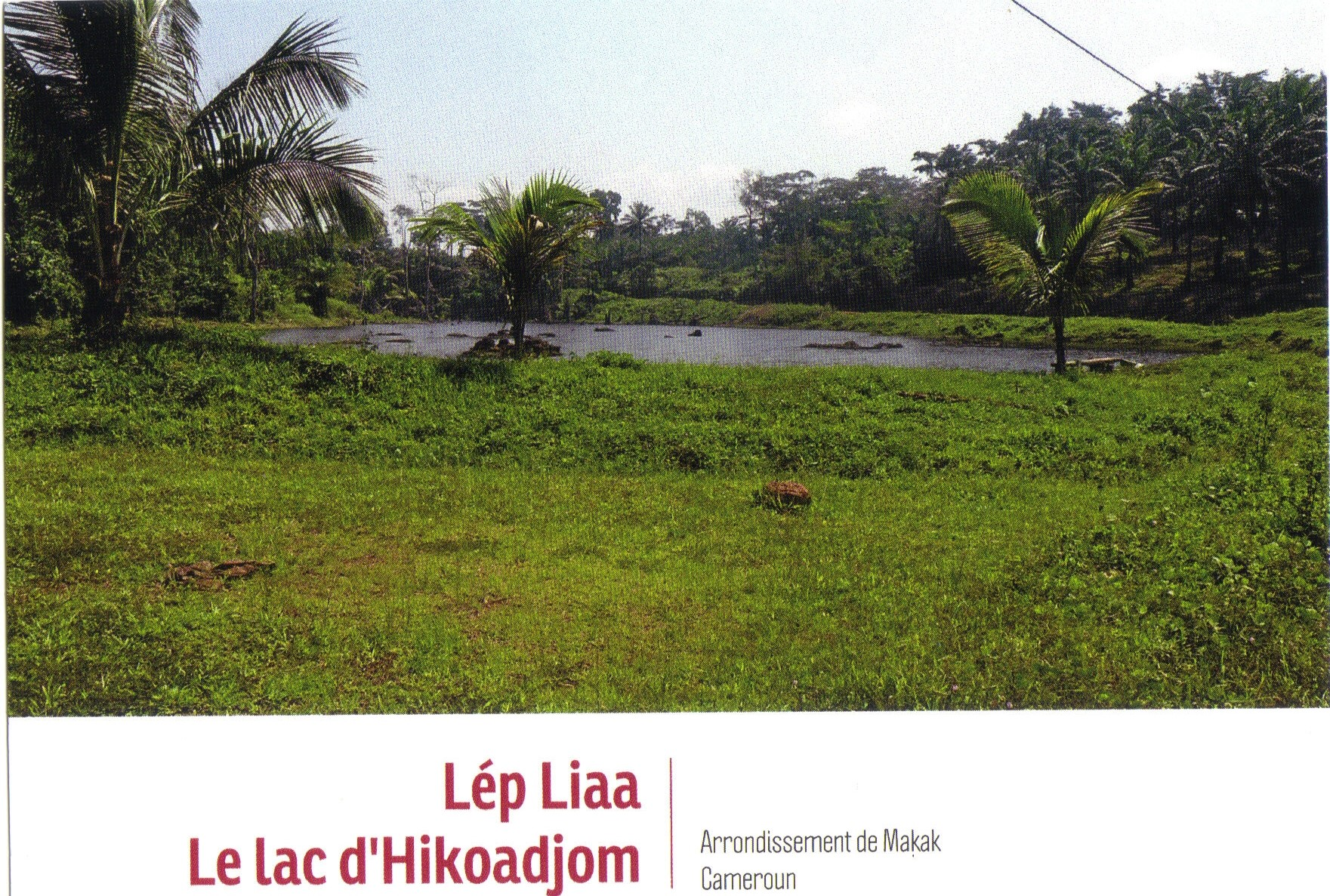
Le Lac d'Ekoadjom - Lép Lia.

 (novembre 2024).
La mise en forme du texte ne suit pas les recommandations de Wikipédia : il faut le « wikifier ».
Les points d'amélioration suivants sont les cas les plus fréquents :
- Les titres sont pré-formatés par le logiciel. Ils ne sont ni en capitales, ni en gras.
- Le texte ne doit pas être écrit en capitales (les noms de famille non plus), ni en gras, ni en italique, ni en « petit »…
- Le gras n'est utilisé que pour surligner le titre de l'article dans l'introduction, une seule fois.
- L'italique est rarement utilisé : mots en langue étrangère, titres d'œuvres, noms de bateaux, etc.
- Les citations ne sont pas en italique mais en corps de texte normal. Elles sont entourées par des guillemets français : « et ».
- Les listes à puces sont à éviter, des paragraphes rédigés étant largement préférés. Les tableaux sont à réserver à la présentation de données structurées (résultats, etc.).
- Les appels de note de bas de page (petits chiffres en exposant, introduits par l'outil «  Source ») sont à placer entre la fin de phrase et le point final[comme ça].
- Les liens internes (vers d'autres articles de Wikipédia) sont à choisir avec parcimonie. Créez des liens vers des articles approfondissant le sujet. Les termes génériques sans rapport avec le sujet sont à éviter, ainsi que les répétitions de liens vers un même terme.
- Les liens externes sont à placer uniquement dans une section « Liens externes », à la fin de l'article. Ces liens sont à choisir avec parcimonie suivant les règles définies. Si un lien sert de source à l'article, son insertion dans le texte est à faire par les notes de bas de page.
- La présentation des références doit suivre les conventions bibliographiques. Il est recommandé d'utiliser les modèles {{Ouvrage}}, {{Chapitre}}, {{Article}}, {{Lien web}} et/ou {{Bibliographie}}. Le mode d'édition visuel peut mettre en forme automatiquement les références.
- Insérer une infobox (cadre d'informations à droite) n'est pas obligatoire pour parachever la mise en page.

Pour une aide détaillée, merci de consulter Aide:Wikification.
Si vous pensez que ces points ont été résolus, vous pouvez retirer ce bandeau et améliorer la mise en forme d'un autre article.
 (novembre 2024).
Si vous disposez d'ouvrages ou d'articles de référence ou si vous connaissez des sites web de qualité traitant du thème abordé ici, merci de compléter l'article en donnant les références utiles à sa vérifiabilité et en les liant à la section « Notes et références ».
 (novembre 2024).

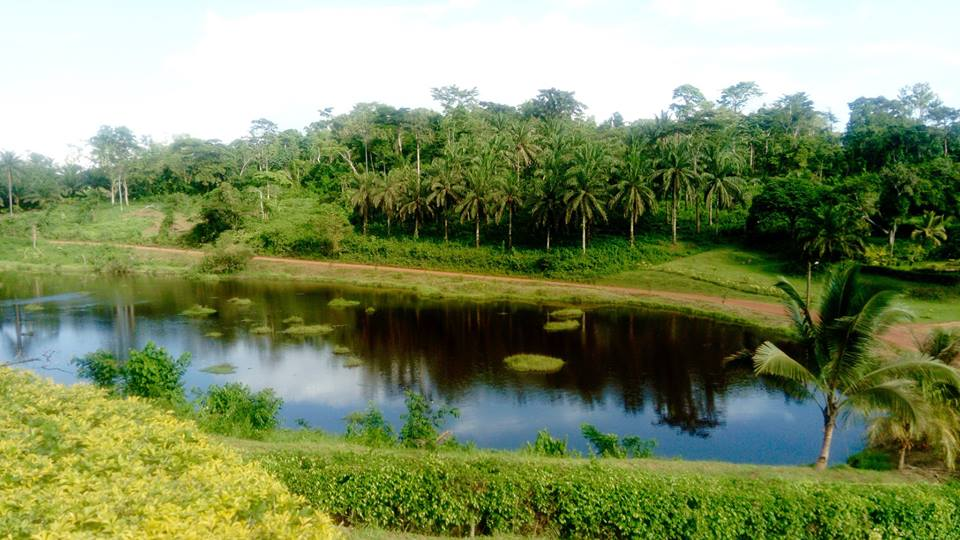
Lac d'Hikoadjom (Cameroun).

Le lac d’Ekoadjom (Lép Lia) est un lac artificiel sur marécage pré-existant. Il s'étend en bordure de la route Makak - Mom - Ekoadjom - Otélé - Ngoumou dans le village d’Ekoadjom, arrondissement de Makak dans la Région administrative du Centre, à 50 kilomètres de Yaoundé, la capitale du Cameroun.

## Histoire

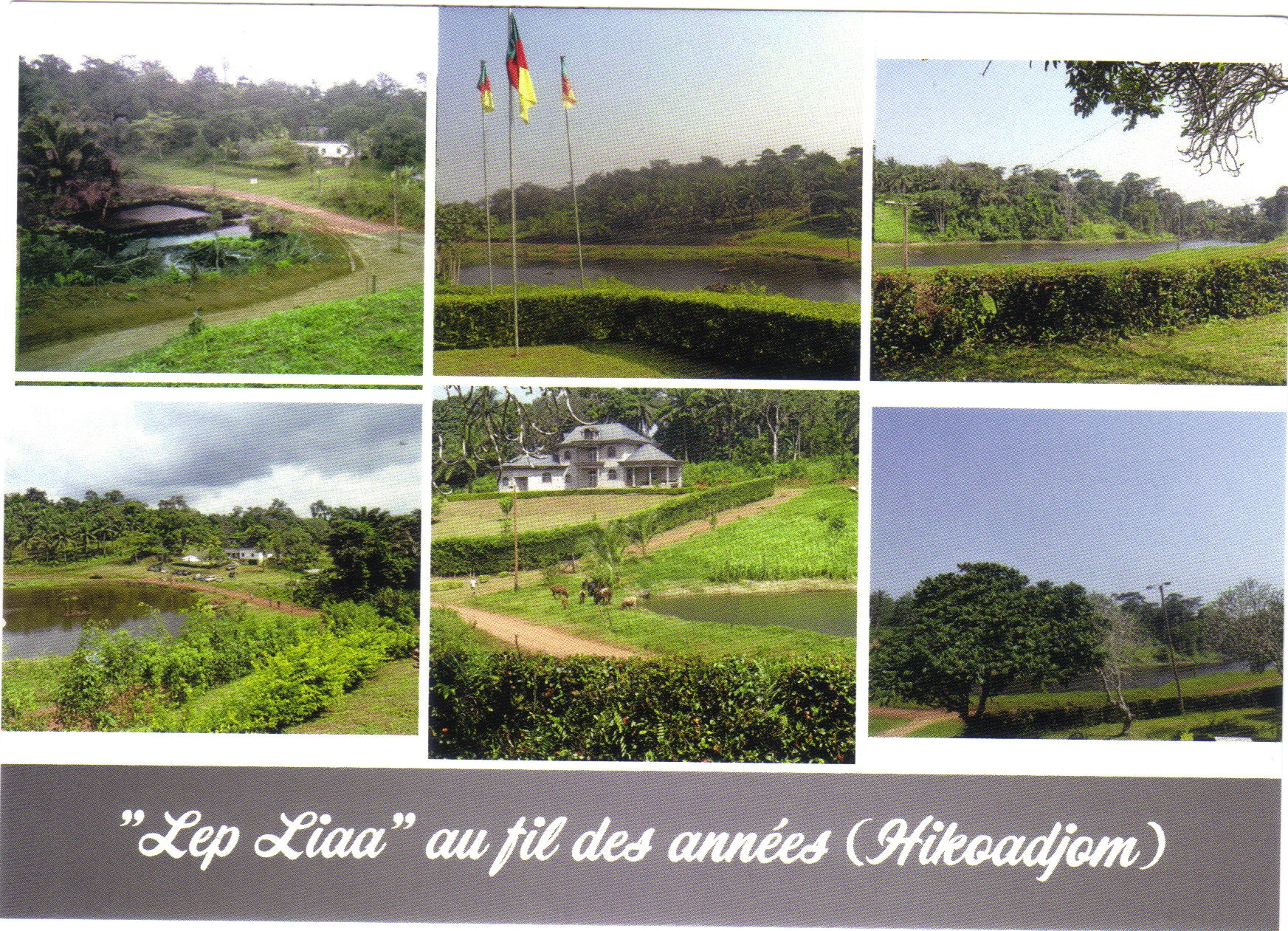
Lac d'Ekoadjom - Lép lia au fil des ans.

À la fin des années 1990, Sa Majesté Nwind Bienvenu Claude (1955 - 2024), Chef du village[pas clair] entreprit de transformer le marécage en bordure de sa propriété, laissant ainsi apparaître l'étendue d’eau du ruisseau Lép Lia. Jusqu'à son décès, il aménagera constamment cet espace où la végétation est en constante régénération, signe que la nature voudrait reprendre ses droits. L'extension du lac est possible par l’aménagement du marécage présent à l’une de ses extrémités.

## Toponymie
Lép lia en Bassa (langue locale), signifie l’eau du rocher, le nom du ruisseau qui traverse un rocher (Lia) dans le village. Lép signifie « eau » en Bassa[réf. souhaitée]. Mentionner Ekoadjom permet de localiser géographiquement le lac. La dénomination « Lép Lia » rattache le lac à sa source d’alimentation. Lép lia est un affluent de Njock Yambi, un grand ruisseau qui traverse le village.

## Climat
Le lac d’Ekoadjom se trouve dans une zone au climat humide et chaud en 4 saisons : une grande et une petite saison de pluie, une grande et petite saison sèche. Pluies et sécheresses se succèdent. [Interprétation personnelle ?]. À long terme, les changements climatiques qui secouent la planète pourraient apporter des modifications du niveau d'eau dans ce lac.
Avec les vents, les riverains observent sur le lac, des vagues qui offrent un très beau spectacle du mouvement de l’eau[non neutre][Interprétation personnelle ?]. Certains matins, des nuages sont au-dessus du lac. Ekoadjom (Hikoadjom en langue locale) est la colline du fromager. Le lac, situé dans une vase, sert de lit aux nuages par moments.

## Environnement, faune et flore

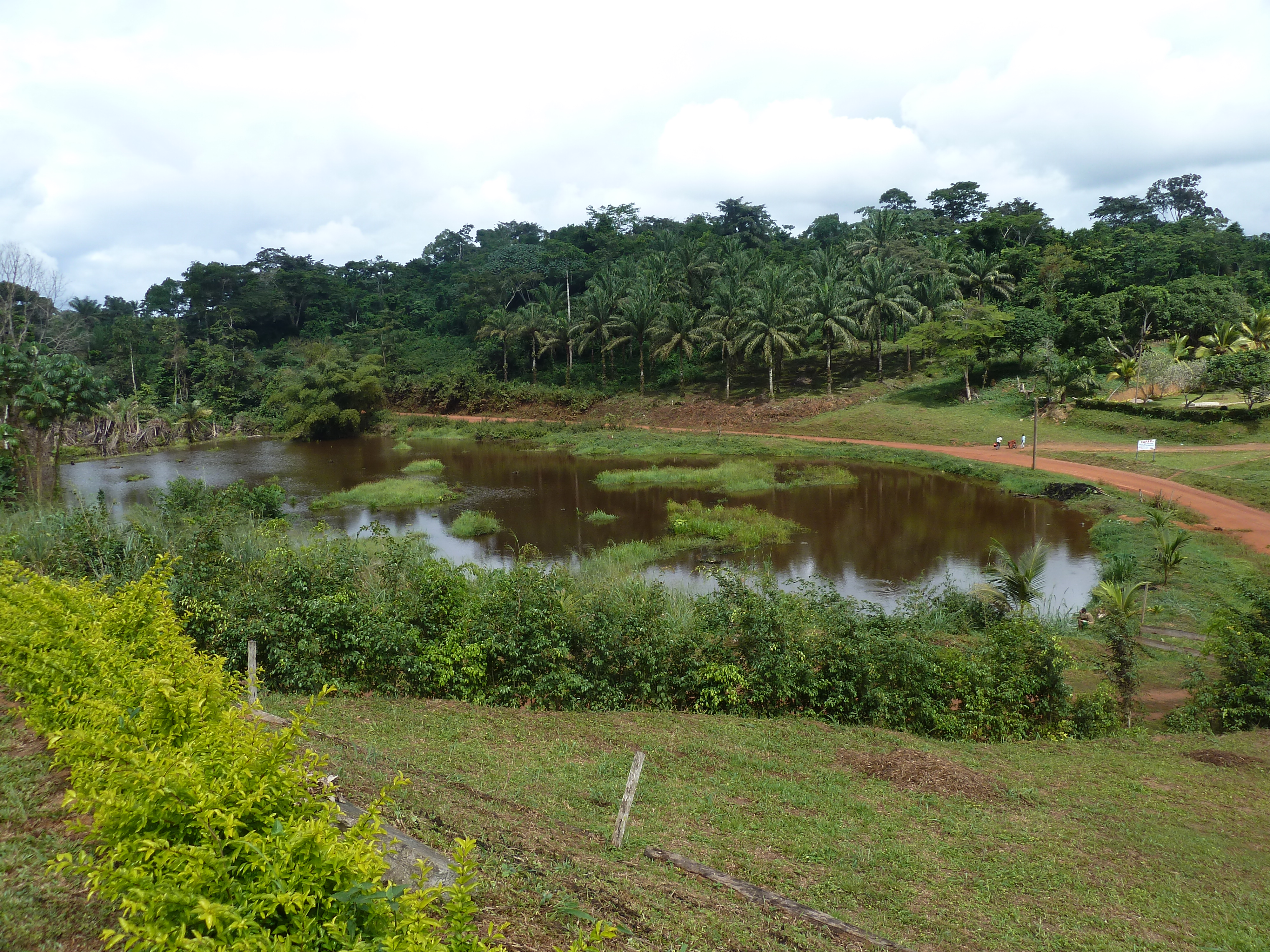
Lacs d'Ekoadjom, végétations, îlots.

La végétation se régénère régulièrement dans le lac, formant ainsi de mini-ilots qui font le bonheur des oiseaux[non neutre][Interprétation personnelle ?] qui viennent s’abreuver ou pêcher. Pour les habitants du village [Lesquels ?], l’aménagement du lieu a eu impact sur l’écosystème des êtres vivant de nuit et de jour dans ce qui était le marécage. On n’entend de moins en moins certains cris et bruits, grenouilles, et autres oiseaux de nuit. Mais le dégagement de cet espace permet d’observer de plus en plus certains oiseauxcomme le héron.

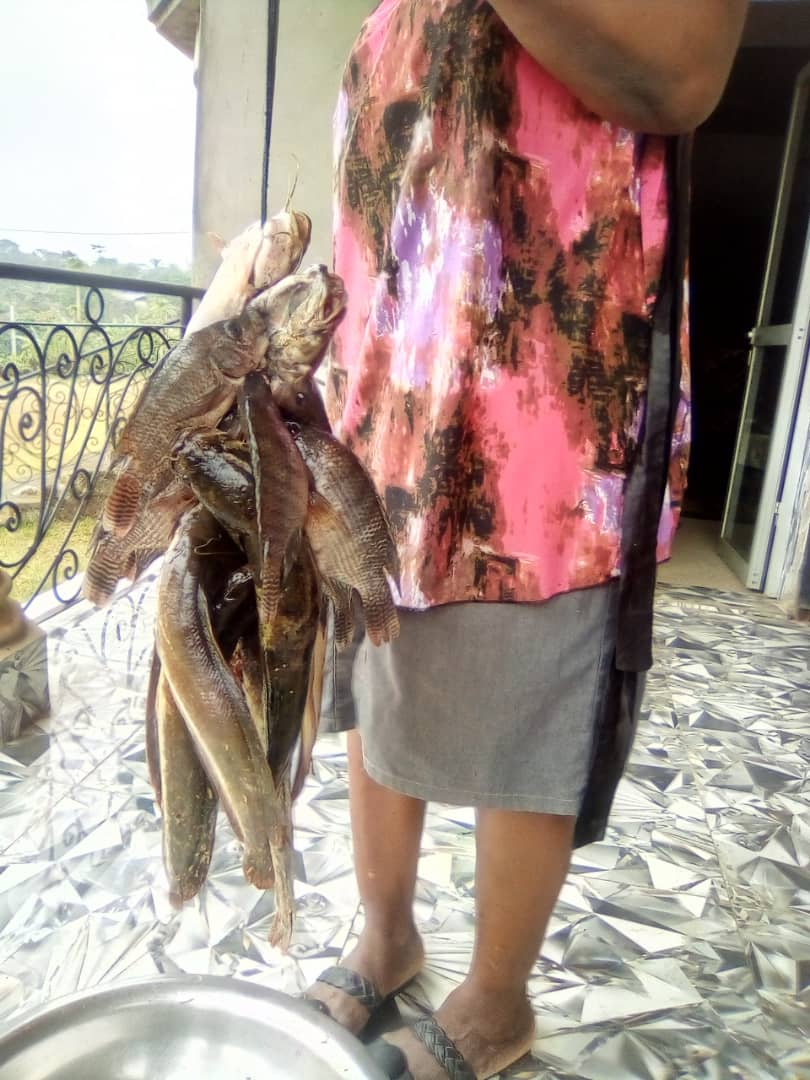
Poissons Ekoadjom 6 Mars 2023

Quelques espèces de poissons non encore officiellement répertoriées sont présentes dans le lac[réf. nécessaire], des poissons d'eau douce, tilapia du nil, carpe commune, poisson chat.

## Tourisme
Lép Lia donne un cachet esthétique au paysage du village en termes d’aménagement environnemental et de destination pour un tourisme en pleine nature[Interprétation personnelle ?], un lieu de distraction en zone rurale.

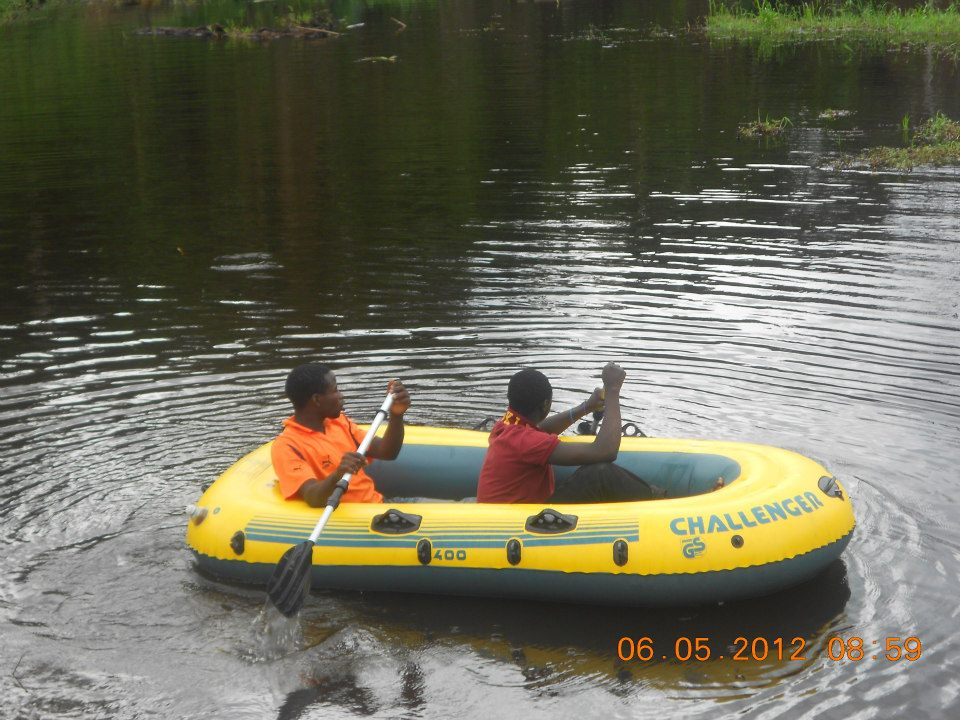
Dinky-Sur-Le-Lac d'Ekoadjom.

Les rives du lac d’Ekoadjom sont un lieu de promenade dans un écran de verdure. Le chemin est arboré. [Interprétation personnelle ?].
Il existe dans le village d'autres itinéraires de balades à pied avec, à la clé, des dégustations de spécialités culinaires des produits de l’agriculture locale : légumes verts tels que le Baam, le Kwem, le ndolè, le ndjangoo, le Bahombè ou les poissons d’eaux douces aux épices de Bongo, le Bongo Tchobi, ainsi que des itinéraires de saveurs autour du manioc, mintoumba, bobla ou des arachides.